# Oravița
Oravița é uma cidade da Romênia com 15.222 habitantes, localizada no distrito de Caraș-Severin.